# روبرت فوكس (مؤرخ)
روبرت فوكس (بالإنجليزية: Robert Fox)‏ هو مؤرخ بريطاني، ولد في 7 أكتوبر 1938.